# 8141 Nikolaev

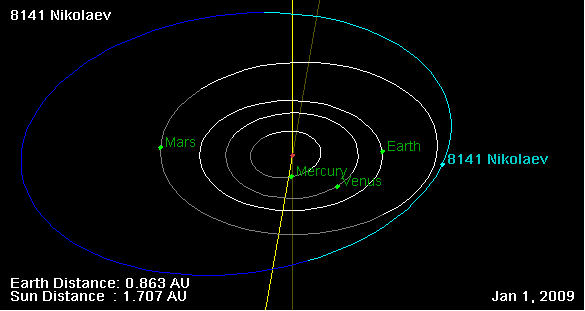
Orbita asteroidului 8141 Nikolaev și poziția sa în 1 ianuarie 2009

8141 Nikolaev este un asteroid din centura principală de asteroizi.

## Descriere
8141 Nikolaev este un asteroid din centura principală de asteroizi. A fost descoperit pe 20 septembrie 1982 la Observatorul de Astrofizică din Crimeea de Nikolai Cernîh. El prezintă o orbită caracterizată de o semiaxă mare de 2,39 ua, o excentricitate de 0,29 și o înclinație de 7,5° în raport cu ecliptica.